# Котович Віра Василівна
Віра Василівна Котóвич (до шлюбу Атаманчу́к; нар. 26 грудня 1963, село Вільхівка, Рожнятівський район, Івано-Франківська область, Українська РСР) — українська науковиця, філолог, поетеса, завідувач кафедри української мови Дрогобицького державного педагогічного університету імені Івана Франка. Доктор філологічних наук (2020), професор (2023). Член Наукового товариства імені Шевченка (з 2023 р.) та Національної спілки письменників України (з 28.11.2024 р.).

## Біографія
У 1981 році закінчила десятий клас Ріпненської середньої школи Івано-Франківської області.
Упродовж 1981—1985 років навчалася на філологічному факультеті Дрогобицького державного педагогічного інституту імені Івана Франка за спеціальністю «Українська мова і література».
З 1985 до 1989 року працювала вихователем групи продовженого дня Дрогобицької середньої школи №  8.
У 1989—1994 роках — асистент кафедри української мови Дрогобицького державного педагогічного інституту імені Івана Франка.
У 1994—2005 роках — викладач української мови Дрогобицького механічного технікуму. З 2005 до 2024 року — викладач-методист Дрогобицького механіко-технологічного фахового коледжу (за сумісництвом).
2000 року захистила кандидатську дисертацію «Ойконімія Опілля XI-ХХ ст.» у Прикарпатському національному університеті імені Василя Стефаника.
З 2005 до березня 2022 року працювала доцентом та професором кафедри філологічних дисциплін та методики їх викладання у початковій школі факультету початкової та мистецької освіти Дрогобицького державного педагогічного університету імені Івана Франка.
У 2020 році захистила докторську дисертацію «Ойконімний простір України: ономастичний та лінгвокультурологічний аспекти» у Волинському національному університеті імені Лесі Українки.
З 4 березня 2022 року — завідувач кафедри української мови факультету української та іноземної філології Дрогобицького державного педагогічного університету імені Івана Франка.
Наукові зацікавлення: проблеми української ономастики та лінгвокультурології.
Авторка збірок поезій «Жінка входила в осінь…» (2008), «Душі — як пазли» (2013), «Крила великих» (2023); понад 150 наукових та навчально-методичних праць.
Одружена, мати двох дітей.

## Основні наукові праці
- Котович В. Походження назв населених пунктів Опілля. 2000.
- Котович В. Походження назв населених пунктів Перемишлянщини. 2006.
- Котович В. Походження назв населених пунктів Дрогобиччини : наукові версії : [ономаст. словник]. Дрогобич: Посвіт, 2012. 88 с.
- Котович В. Основи педагогічних вимірювань та моніторингу якості освіти : навч. посіб. ДДПУ ім. І.Франка. Дрогобич: [ВВ ДДПУ ім. І. Франка], 2013. 50 с.
- Котович В. Походження назв населених пунктів Самбірщини (наукові версії). Дрогобич: Посвіт, 2015. 74 с.
- Котович В. Походження назв населених пунктів Тернопільщини. Дрогобич: Посвіт, 2017. 316 с. (у співавторстві з Бучко Д. Г.).
- Котович В. Ойконімія України як лінгвокультурний феномен. Дрогобич: Посвіт, 2020. 448 с.
- Котович В. Назви міст України: лінгвокультурологічний словник. Дрогобич: Посвіт, 2021. 472 с.

## Уривки поезій
І коли ввічливо він усміхнеться,

Чи у хвилину таку не здається,

Що це співають зірки в небесах,

Що воскресає із попелу птах

Ваших похованих давніх надій, 

Мрій тих химерних, не здійснених мрій?.
І був нарколог безкомпромісним у своїй правоті 

Ненинішнім був нарколог. І правильно вмів говорити:

- Ти мусиш (і з притиском!), мусиш, ти просто мусиш її, 

Якщо хочеш жити, - ти мусиш її розлюбити.

## Нагороди та відзнаки
- Відмінник освіти України